# Parkdale (Oregon)
Parkdale is een plaats (census-designated place) in de Amerikaanse staat Oregon, en valt bestuurlijk gezien onder Hood River County.

## Demografie
Bij de volkstelling in 2000 werd het aantal inwoners vastgesteld op 266.

## Geografie
Volgens het United States Census Bureau beslaat de plaats een oppervlakte van 1,6 km², geheel bestaande uit land. Parkdale ligt op ongeveer 526 m boven zeeniveau.

## Plaatsen in de nabije omgeving
De onderstaande figuur toont nabijgelegen plaatsen in een straal van 28 km rond Parkdale.